# 斯塔克角
64°2′S 57°44′W / 64.033°S 57.733°W
斯塔克角是南極洲的海岬，位於葛拉漢地的詹姆斯羅斯島北部，處於克羅夫特灣東部，海拔高度285米，在1953年8月由英國研究隊測量。